# Angélica Celaya
Angélica Celaya (Tucson, Arizona, 1982. július 9. –) amerikai színésznő és modell.

## Életpályája
Guadalupe és Gerardo Celaya gyermekeként született. 2003-ban a Telenovella szereplő kerestetik című valóságshow 2. évadában tűnt fel, ahol olyan társai voltak, mint Michelle Vargas, Erick Elías, Elizabeth Gutierrez és William Levy. Ugyanebben az évben debütált a Ladrón de corazones című telenovellában, mint Renata. 2010-ben az Alguien te mirában Evát alakította. 2012-ben szerepet kapott a Minden lében négy kanálban.
2013-ban az Alguien te mira után ismét együtt játszott Rafael Amayával, ezúttal az El Señor de los Cielosban. Érdekesség, hogy mindkét sorozatban megölte a Rafael alakította karakter Angélicát. 2014-ben őt választották Zed szerepére a Constantine-ban. Rafael Amaya a barátja, akit az Alguien te mira forgatásakor ismert meg.

## Filmográfiája

### Televíziós sorozatok, telenovellák
| Év        | Eredeti cím                                | Magyar cím              | Szerep             | Stúdió                                                 |
| --------- | ------------------------------------------ | ----------------------- | ------------------ | ------------------------------------------------------ |
| 2003      | Ladrón de corazones                        |                         | Renata             | Telemundo – Argos                                      |
| 2005      | Los Plateados                              |                         | Ximena Campuzano   | Telemundo – Argos                                      |
| 2006      | Marina                                     | Marina                  | Rosalba Álvarez    | Telemundo – Argos                                      |
| 2006      | Decisiones (epizód: La Vecina de Enfrente) |                         | Lucy               | Telemundo                                              |
| 2007      | Mientras haya vida                         | Amíg tart az élet       | Paula Hernández    | TV Azteca – Argos                                      |
| 2008      | Vivir por ti                               |                         | Liliana            | TV Azteca – Argos                                      |
| 2008      | Gabriel, amor inmortal                     |                         | Eva León           | MegaFilms                                              |
| 2010      | Perro amor                                 |                         | Miranda            | Telemundo                                              |
| 2010      | Alguien te mira                            |                         | Eva Zanetti        | Telemundo                                              |
| 2012      | Burn notice                                | Minden lében négy kanál | Angela Flores      | Fox Television Studios – Fuse Entertainment – Matt Nix |
| 2013      | El Señor de los Cielos                     |                         | Eugenia Casas      | Telemundo – Argos – Caracol TV                         |
| 2013      | La Buena Mala                              |                         | Ana María / Ariana | Fluency Studios                                        |
| 2014      | Dallas                                     | Dallas                  | Lucia Treviño      | Cyntax Productions - Warner Horizon Television         |
| 2014-2015 | Constantine                                |                         | Zed Martin         | DC Comics – Warner Bros                                |
| 2016      | Castle                                     | Castle                  | Sonia Ruiz         | ABC Studios                                            |

### Filmek, rövidfilmek
- Más Sabe El Diablo: El Primer Golpe (2009) .... Rene Cardona
- Dead West (2010) .... Gloria Valenzuela
- Edgar Floats (2010) .... Penny
- Kiss of Vengeance (2013)

### Egyéb
- Valóságshow – Telenovella szereplő kerestetik (2003) .... önmaga
- Cheyenne: Amor inmortal (videóklip, 2008)

## További információ
- Angélica Celaya a PORT.hu-n (magyarul)
- Angélica Celaya az Internet Movie Database-ben (angolul)
- Angélica Celaya a Rotten Tomatoeson (angolul)